# Listă de filozofi ruși

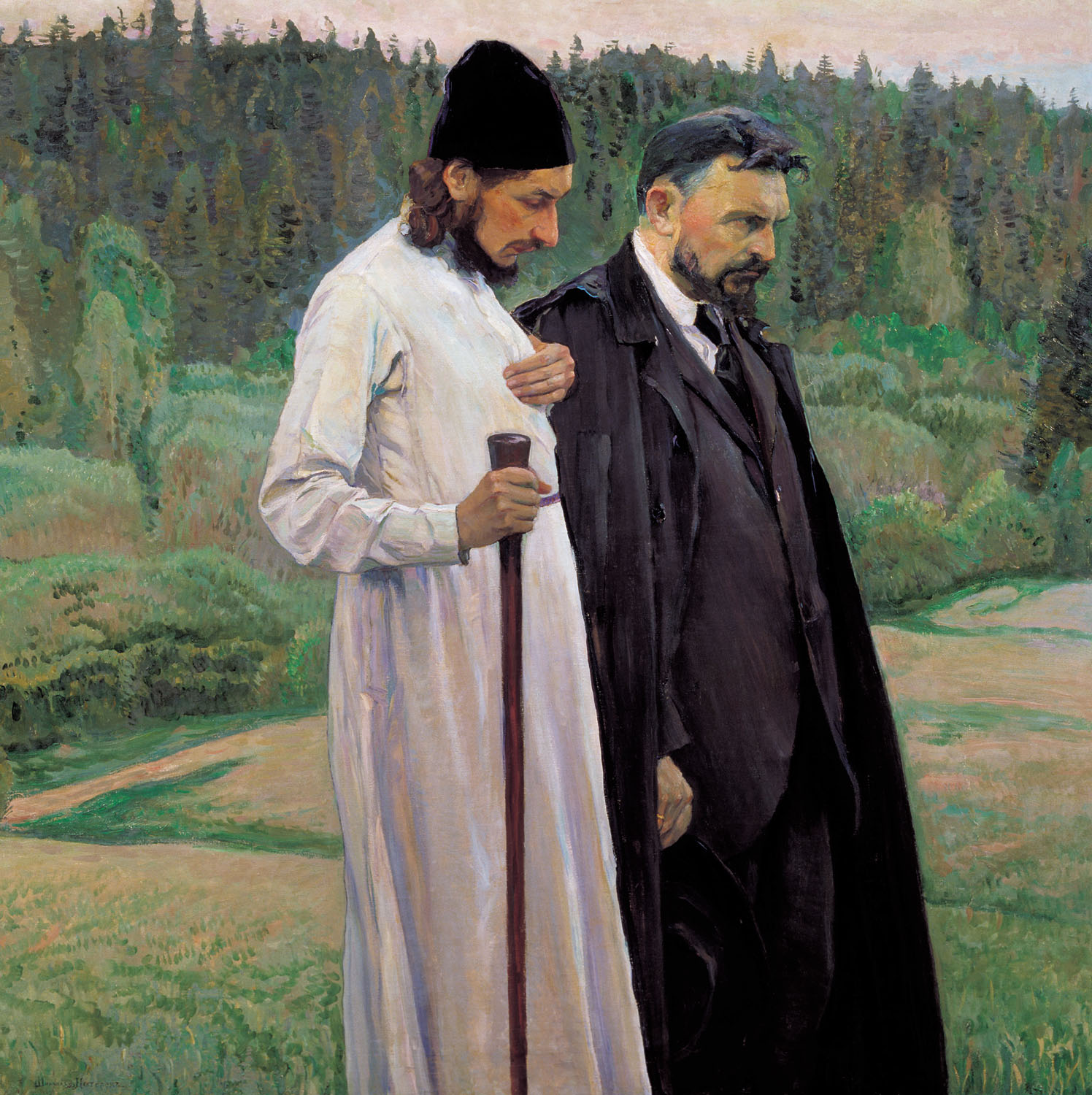
Filosofii (1917) de Mihail Nesterov, reprezentându-i pe Pavel Florenski și Serghei Bulgakov.

Filozofia rusă include o varietate de mișcări filozofice. Autorii care le-au dezvoltat sunt listați mai jos, fiind sortați după mișcările filozofice cărora le aparțin. 
Deși cei mai mulți autori listați mai jos sunt în primul rând filozofi, lista include și anumiți scriitori de ficțiune, precum Tolstoi și Dostoievski, care sunt cunoscuți și ca filozofi.
Filozofia rusă este o entitate separată ce și-a început dezvoltarea în secolul 19, fiind ințial definită de opoziție dintre occidentalizatori, ce susțineau că Rusia trebuie să urmeze modelele economice și politice vestice, și slavofili, ce insistau pe dezvoltarea Rusiei ca o civilizație unică. Din cadrul acestui din urmă grup au făcut parte Nikolai Danilevski și Konstantin Leontiev, fondatorii eurasianismului. Discuția despre locul Rusiei în lume a devenit în acea perioadă trăsătura cea mai caracteristică a filozofiei rusești. 
Pe parcursul dezvoltării sale, filozofia rusă a fost de asemenea marcată de legătura adâncă cu literatura și interesul față de creativitate, societate, politică și naționalism; cosmosul și religia au fost de asemenea subiecte notabile.
Printre filozofii importanți de la sfârșitul secolului al XIX-lea și începutul secolului al XX-lea sunt Vladimir Soloviov, Vasili Rozanov, Lev Tolstoi, Serghei Bulgakov, Pavel Florenski, Nikolai Berdiaev, Pitirim Sorokin și Vladimir Vernadski.
De la începutul anilor 1920 până la sfârșitul anilor 1980, filozofia rusă a fost dominată de marxism, prezentat ca dogmă indiscutabilă. Epurările staliniste, care au culminat în 1937, au dat o lovitură mortală dezvoltării filozofiei.
O mână de filozofi disidenți a supraviețuit în timpul perioadei sovietice, printre aceștia numărându-se Alexei Losev. Moartea lui Stalin din 1953, a dat posibilitatea să se ridice brusc noi școli de gândire, printre care Cercul de Logică de Moscova și Școala de Semiotică Tartu-Moscova.

## Mari gânditori

### Iluminismul rus
- Vasile Tatișev (1668–1750)
- Grigore Skovoroda (1722–1794)
- Mihail Șerbatov (1733–1790)
- Andrei Bolotov (1738–1833)
- Alexandru Radișev (1749–1802)

### SlavofilișiPochvenicestvo
- Ivan Kirevski (1806–1856)
- Alexei Homiakov (1804–1860)
- Vladimir Odoievski (1803–1869)
- Konstantin Aksakov (1817–1860)
- Iuri Samarin (1819–1876)
- Fiodor Tiutcev (1803–1873)
- Nikolai Danilevski (1822–1885)
- Nikolai Strahov (1828–1896)
- Feodor Dostoievski (1821–1881) Artist și filozof religios (vezi Nikolai Berdiaev)
- Konstantin Pobedonosțev (1827–1907)
- Konstantin Leontiev (1831–1891)
- Ivan Ilin (1883–1954)

### Simboliști ruși
- Valeri Briusov (1873–1924)
- Aleksandr Blok (1880–1921)
- Andrei Belii (1880–1934)
- Viaceslav Ivanov (1866–1949)
- Innokenti Annenski (1855–1909)
- Feodor Sologub (1863–1927)

### Occidentalizatori
- Piotr Ceaadaev (1794–1856)
- Nikolai Stankevici (1813–1840)
- Vissarion Belinski (1811–1848)
- Aleksandr Herzen (1812–1870) Părintele socialismului rus

### Pozitiviștiruși
- Piotr Lavrov (1823–1900)
- G. Virubov
- E. de Roberty
- Nikolai Mihailovski (1842–1910)
- Konstantin Kavelin
- M. Troitsky
- N. Kareyev
- Nikolai Korkunov

### Cosmiști ruși

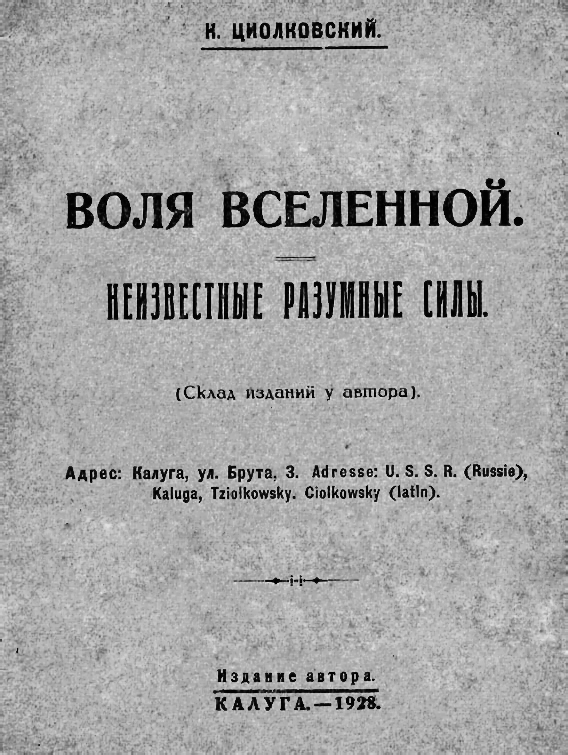
Coperta cărții „Voinţa universului. Intelectul necunoscut. Mintea şi pasiunile” de Konstantin Ţiolkovsky, 1928

- Nikolai Feodorov (1829–1903) N. O. Lossky îl apreciază pe Feodorov în primul rând ca filozof creștin.
- Nicholas Roerich (1874—1947)
- Vladimir Vernadski (1863–1945)
- Konstantin Țiolkovski (1857–1935)
- Alexandru Ciujevski (1897—1964)
- Victor Skumin

### Ocultiști
- Nikolai Novikov (1744–1818)
- Mihail Speranski (1772–1839)
- Elena Blavatskaia (1831–1891)
- Georges Ivanovitch Gurdjieff (1872–1949)
- Piotr Uspensky (1878–1947)

### Epistemologi,logicienișimetafizicieni
- Boris Chicherin (1828–1904)
- N. Debolski
- P. Bakunin
- M Karinski
- N. Grot
- Serghei Trubețkoi (1863–1905)

### Anarhiști
- Mihail Bakunin (1814–1876), listat de asemenea printre teoreticienii materialiști și nihiliști[1]
- Contele Lev Tolstoi (1828–1910), pe care unii îl consideră cel mai mare romancier rus
- Prințul Piotr Kropotkin (1842–1921), cunoscut ca 'Prințul anarhist' sau 'Părintele anarhismului'
- Frank Chodorov (1887–1966), ai cărui părinți sunt evrei ruși care au emigrat în SUA
- Christophe Toverski (1943-2010), precursor al antinaționalismului și de asemenea un savant prolific

### Materialiști,Nihiliști
- Nikolai Cernișevski (1828–1889)
- Dimitri Pisarev (1840–1868)
- Ivan Secenov (1829–1905)

### Socialiștișimarxiști
- Gheorghi Valentinovici Plehanov (1856–1918) Primul gânditor marxist rus major.
- Vladimir Lenin (1870–1924) Fondatorul leninismului.
- Alexandru Bogdanov (1873–1928)
- Lev Troțki (1879–1940) Fondatorul troțkismului.
- Sofia Ianovskaia (1896–1966)
- Alexandr Zinoviev (1922–2006)
- Evald Ilienkov (1924–1979)
- Viktor Alexandrov-Grotowski (1992- )

### Filozofi creștini
Pre- Soloviov
- Pamfil Danilovici Iurkevici (1826-1874)
- V. Kudriavțev
- Vladimir Soloviov (1853–1900)
 Soloviov este considerat creatorul primului sistem cuprinzător complet din filozofia rusă.[2]
- Vasili Rozanov (1856–1919)
- Serghei Bulgakov (1871–1944)
- Nikolai Berdiaev (1874–1948), cunoscut de asemenea ca existențialist
- Contele Lev Tolstoi (1828–1910), considerat de asemenea cel mai mare romancier și anarhist

### Teologi creștin-ortodocși
- Gheorghe Florovsky (1893–1979)
- Mihail Pomazanski (1888–1988)
- Alexander Schmemann (1921–1983)
- John Meyendorff (1926–1992)
- Vladimir Losski  (1903–1958)
- Pavel Florenski (1882–1937)

### Intuitiviști-personaliști
- Nikolai Losski (1870–1965)
- Semion L. Frank (1877–1950)
- Alexei Losev (1893–1988)
- Lev Mihailovici Lopatin (1855–1920)
- Dmitri Vasilevici Boldirev (1885–1920)
- Serghei Alexandrovici Levițki
- Vladimir Alexandrovici Kozhevnikov (1850–1917)

### Intuitiviști-realiști
- B. Babinin
- A. Ogniov
- F. Berezhkov
- P. Popov

### Existențialiști
- Lev Șestov (1866–1938)
- Nikolai Berdiaev (1874–1948)

### Esteticieni
- Alexei Losev (1893–1988)
- Mihail Bahtin (1895–1975)

### Globaliști
- Alexandru N. Ciumakov (n. 1950)

### În engleză și rusă
- Cărți de filozofie rusă, new.runivers.ru
- Privire de ansamblu succintă asupra filozofiei ruse, emory.edu
- PHILTAR Arhivat în 10 septembrie 2004, la Wayback Machine.—Site cuprinzător cu legături către texte și resurse, philtar.ucsm.ac.uk
- Galerie de gânditori ruși Arhivat în 25 august 2018, la Wayback Machine. editat de Dmitri Olshanski, isfp.co.uk
- Filozofia rusă—intrare în Internet Encyclopedia of Philosophy, iep.utm.edu
- Directory of links to Russian philosophers, mostly in Russian Arhivat în 10 septembrie 2004, la Wayback Machine., mavicanet.com
- Enciclopedia de filozofie Routledge, rep.routledge.com
- Konstantin Leontiev, knleontiev.narod.ru
- Sergius Bulgakov Society la Wayback Machine  (arhivat la 26 octombrie 2009).—Colecție amplă de linkuri către resursele lui Bulgakov, geocities.com
- Bulgakov LiveJournal—Materiale colectate legate de filozofia religioasă rusă, community.livejournal.com